# Lista de canções gravadas por Anahí

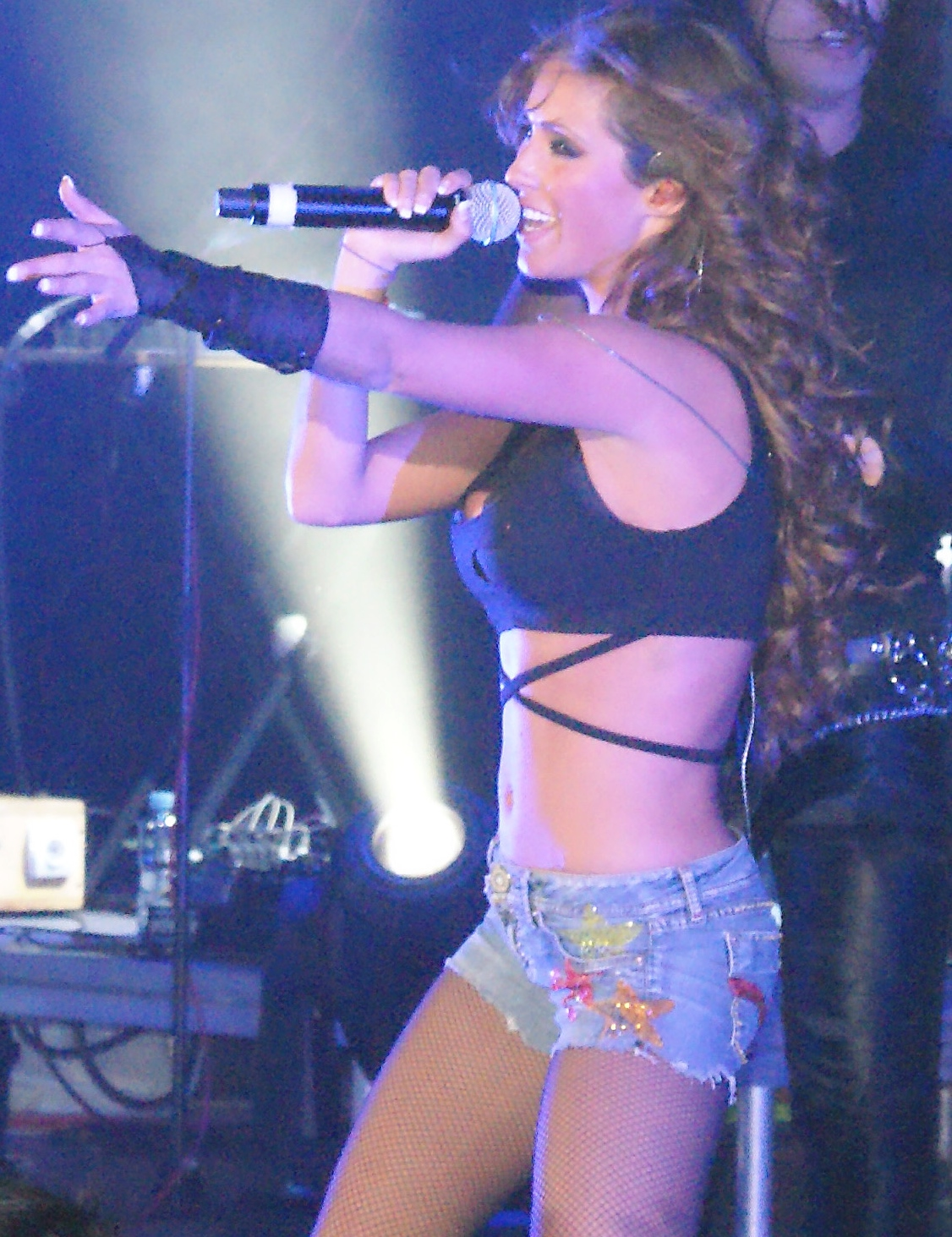
Anahí na Sérvia em 2010.

A seguir é apresentada a lista das canções gravadas por Anahí, uma cantora e atriz mexicana que gravou canções para seis álbuns de estúdio e um extended plays (EPs).
Seu primeiro álbum de estúdio foi lançado em 1993, autointitulado contendo 12 faixas — sendo uma lançada como single promocional, "Te Doy Un Besito". Em 1996, lançou seu segundo projeto de estúdio, ¿Hoy Es Mañana?, que contou com os singles "Corazón de Bombón", "Por Volverte a Ver" e "Descontrolándote", sendo o primeiro, um dos maiores sucessos da cantora. No ano seguinte, é lançado Anclado En Mi Corazón, terceiro álbum de estúdio, alcançando um êxito mediano. O quarto álbum de estúdio da artista, Baby Blue, foi lançado em 2000 e contém os singles "Superenamorándome" e "Desesperadamente Sola".
Após 9 anos sem lançar um álbum como solista, Anahí retornou a carreira em 2009 com o álbum Mi Delirio. O álbum gerou canções como "Mi Delirio", "Me Hipnotizas" e "Alérgico". No ano seguinte, Anahí lançou uma versão deluxe do álbum e o EP Alérgico (Fan Edition). Em 2016, Anahí lança o sexto álbum de estúdio da carreira, Inesperado, contendo os singles "Rumba" e "Amnesia".

## Canções

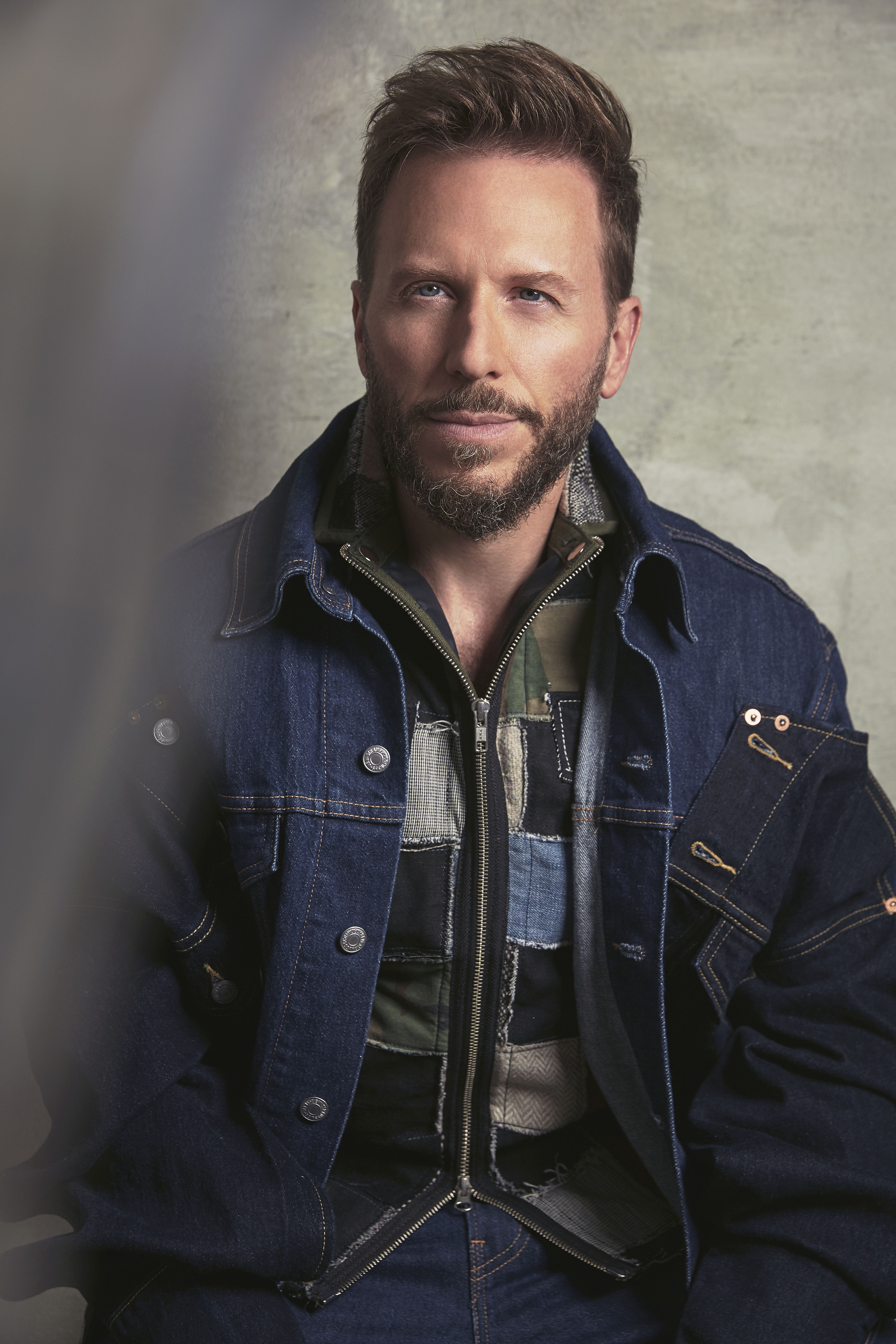
Noel Schajris foi o co-compositor de "Absurda", "Amnesia" e "Alérgico", sendo essa última há uma versão lançada por Anahí com Schajris.

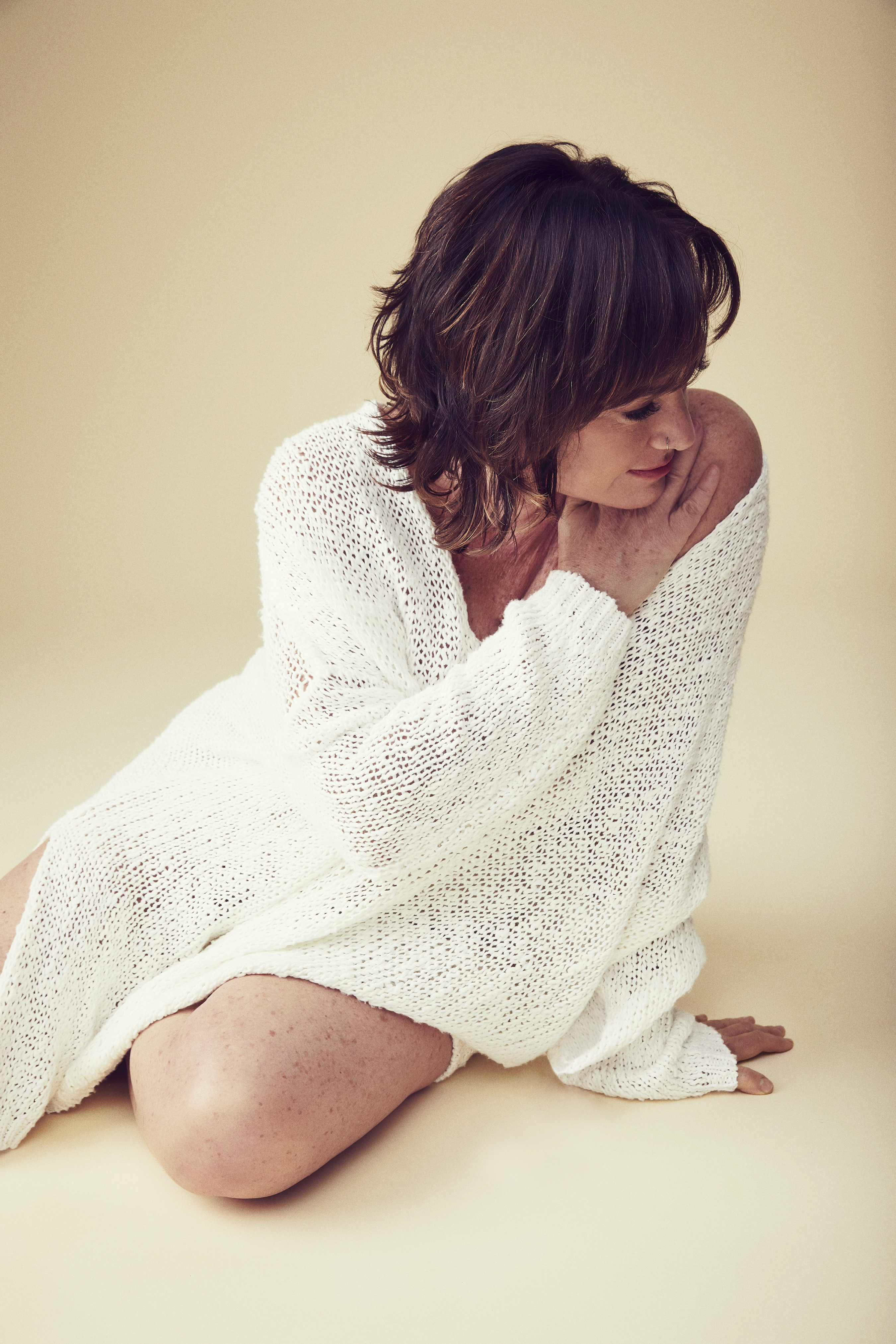
Claudia Brant foi a co-compositora de diversas canções de Anahí, como "Amnesia", "Pobre Tu Alma", "Te Puedo Escuchar", "Absurda", "Inesperado", "Alérgico", "Ni Una Palabra" e "Boom Cha".

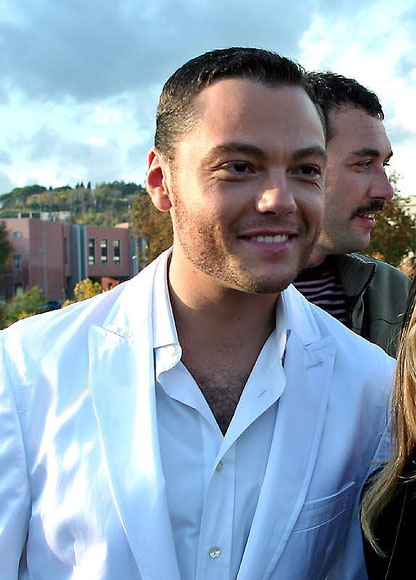
Anahí participou da canção "El Regalo Más Grande" do cantor italiano Tiziano Ferro.

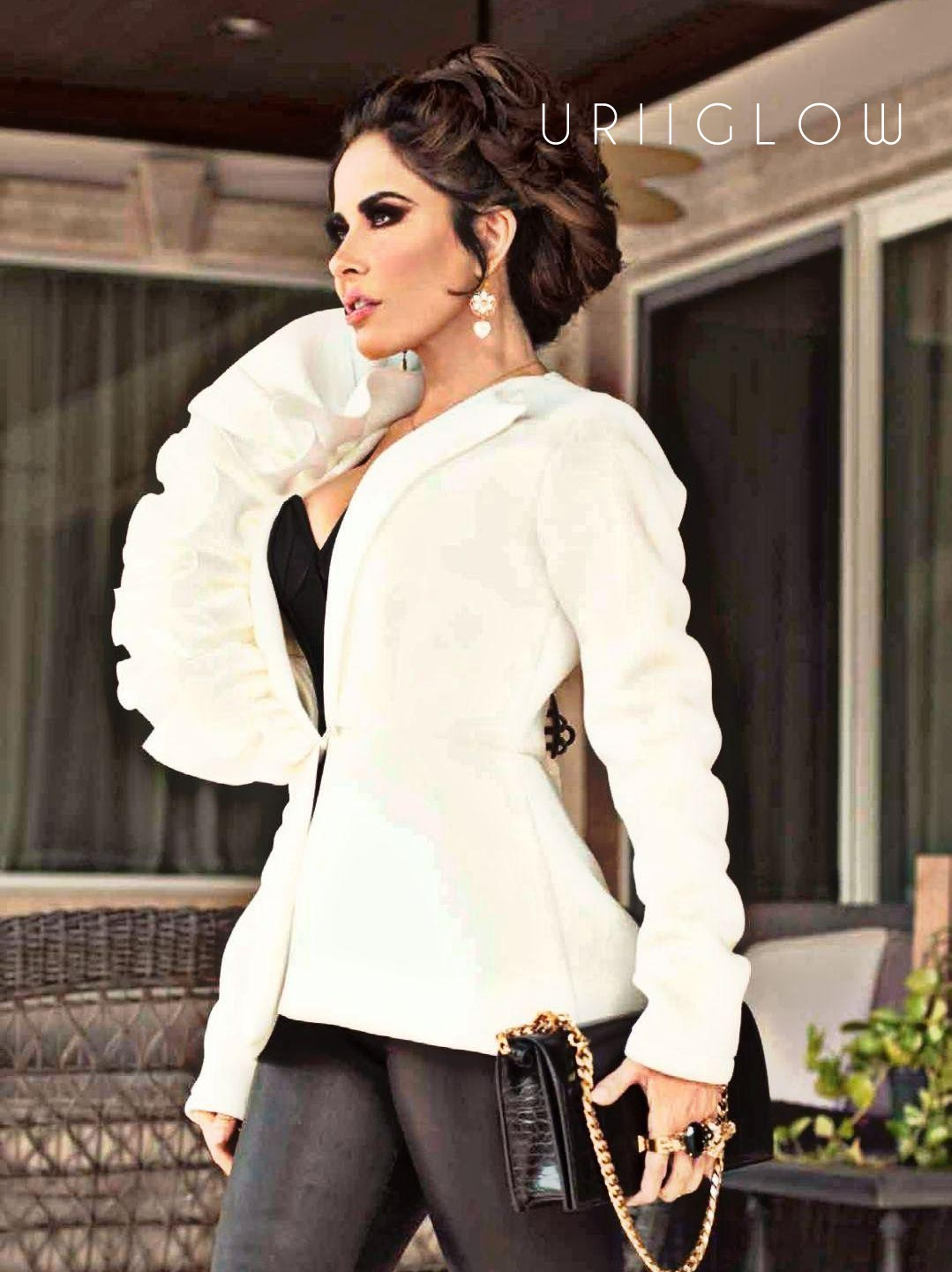
A cantora mexicana Gloria Trevi escreveu as canções "Me Hipnotizas" e "Siempre Tu".

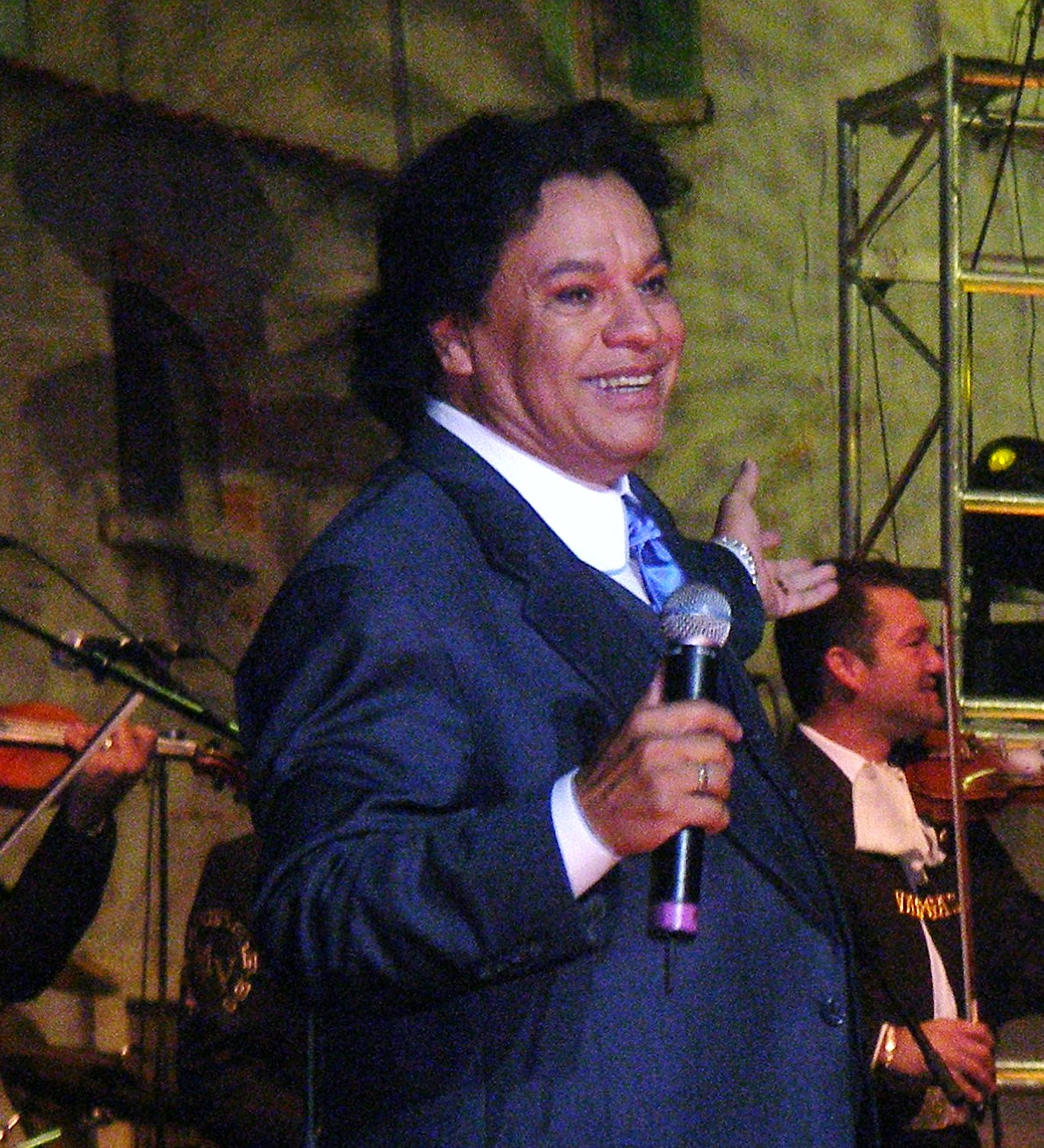
Juan Gabriel escreveu "Hasta Que Me Conociste" em 2009. Anahí voltou a trabalhar com Gabriel em 2012, quando gravaram um dueto de uma nova versão de "Con Tu Amor", porém a canção nunca foi lançada. Em 2022, Anahí lançou uma nova versão de "Déjame Vivir" para o álbum póstumo Los Dúo, Vol. 3 de Gabriel.

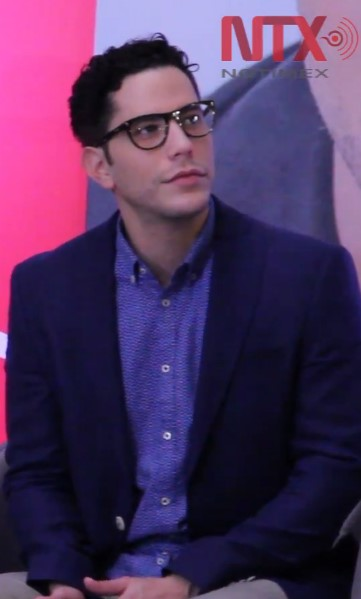
Christian Chávez e Anahí realizaram um dueto na canção "Libertad".

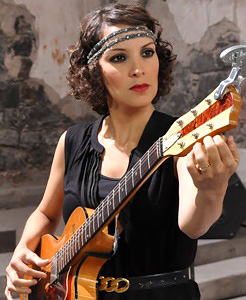
Gaby Moreno – vencedora do Grammy Latino – é a co-compositora de "Hasta Que Llegues Tu".

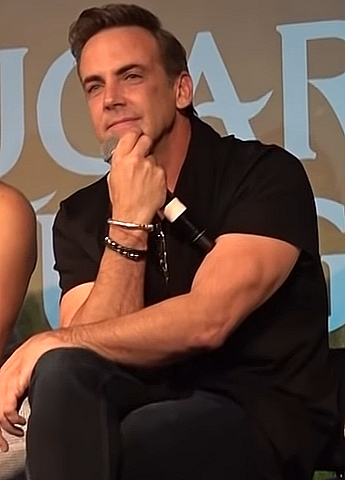
O ator e cantor Carlos Ponce gravou com Anahí a canção "Rendirme En Tu Amor".

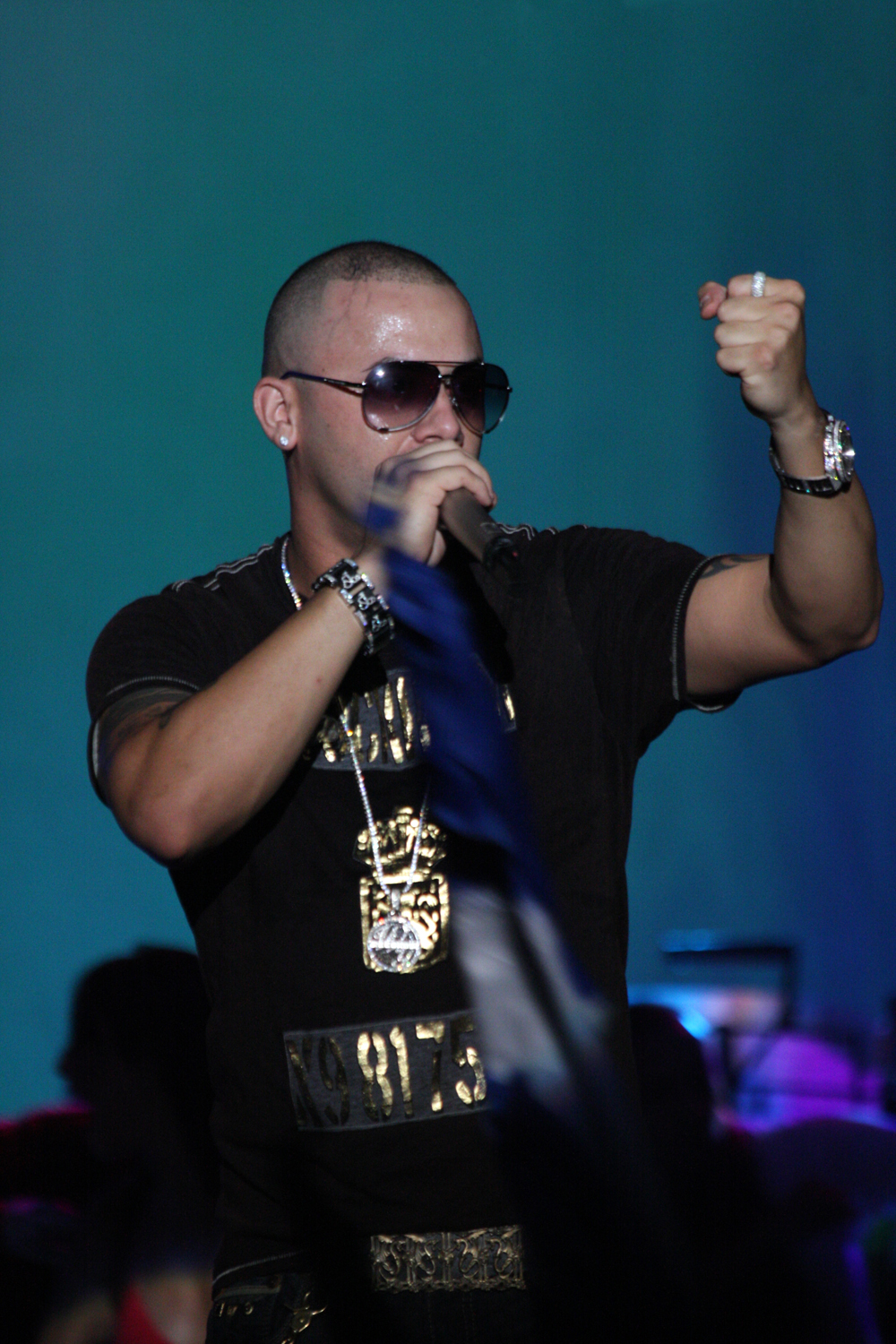
O cantor porto-riquenho Wisin foi o produtor e co-compositor da canção "Rumba", onde também participou como intérprete.

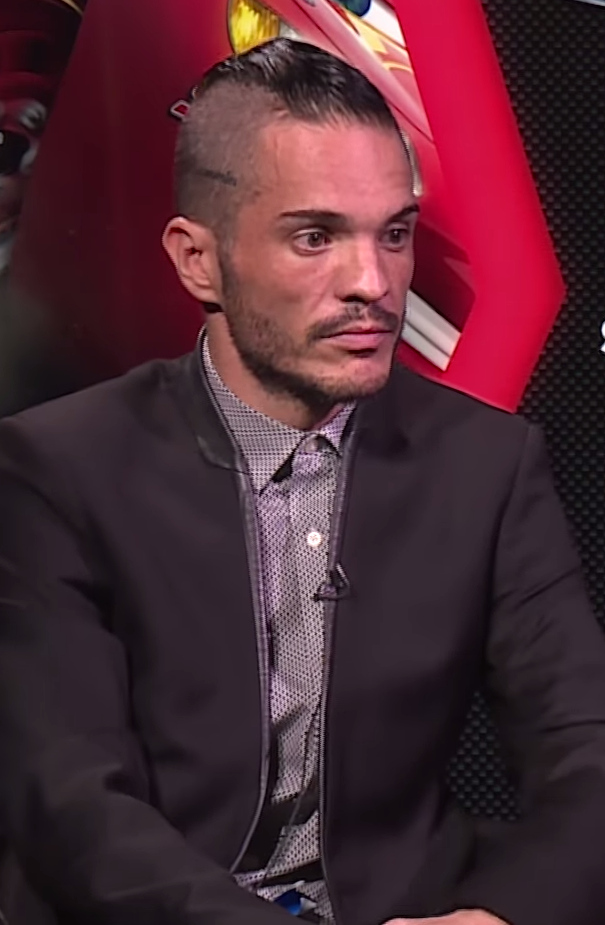
O ator e cantor mexicano Kuno Becker realizou um dueto com Anahí na canção "Juntos".

| † | Denota lançamento como single             |
| ‡ | Denota lançamento como single promocional |
|   | Denota uma canção que não foi lançada     |

| Canção                                                                       | Compositor(es) | Álbum                                         | Ano  | Ref.          |
| ---------------------------------------------------------------------------- | --- | --------------------------------------------- | ---- | ------------- |
| "Absurda"                                                                    | Anahí Claudia Brant Noel Schajris                                                                                             | Canção sem álbum                              | 2013 | [ 11 ]        |
| "Alérgico" solo e/ou com participação de Noel Schajris/Renne                 | Anahí Ana Mónica Vélez Solano Noel Schajris                                                                                   | Mi Delirio (Edición Deluxe)                   | 2010 | [ 12 ] [ 13 ] |
| "Amnesia"                                                                    | Claudia Brant Noel Schajris                                                                                                   | Inesperado                                    | 2016 | [ 14 ]        |
| "Aleph"                                                                      | Anahí Mario Sandoval | Mi Delirio (Edición Deluxe)                   | 2010 | [ 12 ]        |
| "Amigo Francisco" dueto de Anahí e Julión Álvarez                            | Anahí Julión Álvarez | Canção não lançada                            | 2016 | [ 15 ] [ 16 ] |
| "Arena y Sol" com participação de Gente de Zona                              | Jovany Barreto Luis Alfredo Salazar Alexander Hernandez Delgado Jesus Herrera Randy Martinez Amey Malcom Paolo Tondo Tat Tong | Inesperado                                    | 2016 | [ 17 ]        |
| "Anclado En Mi Corazón"                                                      | Rubén Amado | Anclado En Mi Corazón                         | 1997 | [ 18 ]        |
| "Aqui Sigues Estando Tú"                                                     | Javier Carrión | Baby Blue                                     | 2000 | [ 19 ]        |
| "A Un Metro del Suelo"                                                       | Rubén Amado | Anclado En Mi Corazón                         | 1997 | [ 18 ]        |
| "A Bailar La Conga"                                                          | Daniel Garcia Mario Schajris                                                                                                  | Anahí                                         | 1993 | [ 20 ]        |
| "Apaguen El Despertador"                                                     | Daniel Garcia Mario Schajris                                                                                                  | Anahí                                         | 1993 | [ 20 ]        |
| "Bailando Sin Salir De Casa" Matute com participação de Anahí                | Marcelo Montesano | Poderes de los duetos fantásticos ¡Actívense! | 2016 | [ 21 ]        |
| "Bailar"                                                                     | Gerardo Peña | ¿Hoy Es Mañana?                               | 1996 | [ 22 ] [ 23 ] |
| "Baile de los Muñecos"                                                       | Francisco Gabilondo Soler | Ellas cantan a Cri Cri                        | 1999 | [ 24 ]        |
| "Boom Cha" com participação de Zuzuka Poderosa                               | Anahí Claudia Brant Azu Antico Julio Reyes Urales Vargas Cassiano Juliano David Quinones                                      | Inesperado                                    | 2016 | [ 25 ]        |
| "Claveles Importados"                                                        | — | Canção não lançada                            | 2009 |               |
| "Click" Bryan Amadeus, Anahí e Ale Sergi                                     | Alejandro Sergi Jay de la Cueva                                                                                               | Popland! La Música                            | 2011 | [ 26 ]        |
| "Como Cada Día"                                                              | Javier Carrión | Baby Blue                                     | 2000 | [ 19 ]        |
| "Con los Brazos en Cruz"                                                     | Rubén Amado | Anclado En Mi Corazón                         | 1997 | [ 18 ]        |
| "Con Tu Amor" dueto de Juan Gabriel e Anahí                                  | Alberto Aguilera Valadez | Canção não lançada                            | 2012 | [ 27 ]        |
| "Corazón de Bombón"                                                          | Josa Maroa Frias | ¿Hoy Es Mañana?                               | 1996 | [ 22 ] [ 23 ] |
| "Déjame Vivir" dueto de Juan Gabriel e Anahí                                 | Alberto Aguilera Valadez | Los Dúo, Vol. 3                               | 2022 | [ 28 ] [ 29 ] |
| "Descontrolándote"                                                           | Fredy Comite Jeses Medel | ¿Hoy Es Mañana?                               | 1996 | [ 22 ] [ 23 ] |
| "Desesperadamente Sola"                                                      | Javier Carrión | Baby Blue                                     | 2000 | [ 19 ]        |
| "Dividida"                                                                   | Anahí Orlando Di Pietro Diego Giron                                                                                           | Canção sem álbum                              | 2011 | [ 30 ]        |
| "El Blues De La Paleta"                                                      | Daniel Garcia Mario Schajris                                                                                                  | Anahí                                         | 1993 | [ 20 ]        |
| "Él Me Mintió"                                                               | Amanda Miguel Diego Verdaguer Graciela Carballo                                                                               | Mi Delirio                                    | 2009 | [ 31 ]        |
| "El Ratón Pérez"                                                             | Daniel Garcia Mario Schajris                                                                                                  | Anahí                                         | 1993 | [ 20 ]        |
| "El Regalo Más Grande" Tiziano Ferro com participação de Anahí e Dulce María | Tiziano Ferro | A Mi Edad                                     | 2009 | [ 32 ]        |
| "El Twist De Mi Hermano"                                                     | Daniel Garcia Mario Schajris                                                                                                  | Anahí                                         | 1993 | [ 20 ]        |
| "Eres" com participação de Julión Álvarez                                    | Anahí Mariana Vega Jovany Barreto Luis Alfredo Salazar Paolo Tondo Tat Tong                                                   | Inesperado                                    | 2016 | [ 33 ] [ 34 ] |
| "Eres Tan Especial"                                                          | Maria Esther Aguirre de Rodriguez                                                                                             | Disco Amarillo                                | 1998 | [ 35 ]        |
| "És el Amor"                                                                 | Estéfano | Baby Blue                                     | 2000 | [ 19 ]        |
| "Escándalo"                                                                  | Rubén Amado | Anclado En Mi Corazón                         | 1997 | [ 18 ]        |
| "Están Ahí"                                                                  | Julio Reyes-Rosas Ximena Muñoz André Torres                                                                                   | Inesperado                                    | 2015 | [ 36 ]        |
| "Fin de Semana"                                                              | Gerardo Peña Jeses Medel | ¿Hoy Es Mañana?                               | 1996 | [ 22 ] [ 23 ] |
| "Gira la Vida"                                                               | Anahí Richard Harris Facundo Monty                                                                                            | Mi Delirio                                    | 2009 | [ 31 ]        |
| "Hasta Que Llegues Tú"                                                       | Rafael Esparza-Ruiz Gaby Moreno Jonathan Mead                                                                                 | Mi Delirio                                    | 2009 | [ 31 ]        |
| "Hasta Que Me Conociste"                                                     | Alberto Aguilera Valadez | Mi Delirio                                    | 2009 | [ 31 ]        |
| "Hay Un Chico Que Me Gusta"                                                  | Daniel Garcia Mario Schajris                                                                                                  | Anahí                                         | 1993 | [ 20 ]        |
| "Historia Entre Amigas"                                                      | Fredy Comite Jeses Medel | ¿Hoy Es Mañana?                               | 1996 | [ 22 ] [ 23 ] |
| "Inesperado"                                                                 | Claudia Brant Rafael Esparza Ruiz Ettore Grenci                                                                               | Inesperado                                    | 2016 | [ 37 ] [ 38 ] |
| "Juntos" dueto de Anahí e Kuno Becker                                        | Pedro Damián Carlos Lara | Antología                                     | 2005 | [ 39 ]        |
| "Juntos En La Oscuridad"                                                     | Claudia Bran Alex Cantrall Jeff Hoeppner                                                                                      | Inesperado                                    | 2016 | [ 37 ] [ 38 ] |
| "Latidos"                                                                    | Georgel Diana Marcela de La Garza Perez                                                                                       | Canção sem álbum                              | 2020 | [ 40 ]        |
| "La Puerta de Alcalá" com participação de David Bustamante                   | Miguel Angel Campos Bernardo Fuster Luis Mendo Muñoz Francisco Villar                                                         | Inesperado                                    | 2016 | [ 37 ] [ 38 ] |
| "Lei Lei Lei"                                                                | — | Canção não lançada                            | 2000 | [ 41 ]        |
| "Lentamente"                                                                 | — | Canção não lançada                            | 2000 | [ 41 ]        |
| "Libertad" dueto de Christian Chávez e Anahí                                 | Samuel Parra Cruz | Libertad – EP (Deluxe Edition)                | 2011 | [ 42 ]        |
| "Los Dos Al Agua"                                                            | Daniel Garcia Mario Schajris                                                                                                  | Anahí                                         | 1993 | [ 20 ]        |
| "Mala Suerte"                                                                | — | Canção não lançada                            | 2009 |               |
| "Mascaras"                                                                   | Carlos Lara | ¿Hoy Es Mañana?                               | 1996 | [ 22 ] [ 23 ] |
| "Me Despido"                                                                 | Edgar Barrera Andrés Castro Ana Mónica Vélez Solano                                                                           | Inesperado                                    | 2016 | [ 37 ] [ 38 ] |
| "Me Hipnotizas"                                                              | Gloria Treviño | Mi Delirio                                    | 2009 | [ 31 ]        |
| "Mensajero Del Señor"                                                        | Daniel Garcia Mario Schajris                                                                                                  | Anahí                                         | 1993 | [ 20 ]        |
| "Mi Delirio"                                                                 | Anahí Gil Cerezo Miguel Blas Ulises Lozano                                                                                    | Mi Delirio                                    | 2009 | [ 31 ]        |
| "My Delirium"                                                                | Anahí Gil Cerezo Miguel Blas Ulises Lozano                                                                                    | Canção não lançada                            | 2010 |               |
| "Ni Una Palabra"                                                             | Anahí Rudy Maya Claudia Brant                                                                                                 | Mi Delirio (Edición Deluxe)                   | 2010 | [ 12 ]        |
| "No Le Tengo Miedo Al Doctor"                                                | Daniel Garcia Mario Schajris                                                                                                  | Anahí                                         | 1993 | [ 20 ]        |
| "No Me Comparen"                                                             | Fredy Comite Jeses Medel P. Honerlage                                                                                         | ¿Hoy Es Mañana?                               | 1996 | [ 22 ] [ 23 ] |
| "No Te Quiero Olvidar"                                                       | Armando Ávila Angel Francisco Reyero Pontes                                                                                   | Mi Delirio                                    | 2009 | [ 31 ]        |
| "Nuestro Amor" dueto de Moderatto e Anahí                                    | Memo Méndez Guiu Emil "Billy" Méndez                                                                                          | Rockea Bien Duro                              | 2021 | [ 43 ]        |
| "Para Nada"                                                                  | Rubén Amado Juanjo Novaira | Anclado En Mi Corazón                         | 1997 | [ 18 ]        |
| "Para Qué"                                                                   | Ximena Muñoz Sebastian Jácome                                                                                                 | Mi Delirio                                    | 2009 | [ 31 ]        |
| "Pastel De Chocolate"                                                        | Daniel Garcia Mario Schajris                                                                                                  | Anahí                                         | 1993 | [ 20 ]        |
| "Pobre Tu Alma"                                                              | Anahí Claudia Brant Mark Porttman Guillermo Rosas                                                                             | Mi Delirio (Edición Deluxe)                   | 2010 | [ 12 ]        |
| "Por Volverte a Ver"                                                         | Fredy Comite Jeses Medel | ¿Hoy Es Mañana?                               | 1996 | [ 22 ] [ 23 ] |
| "Porción de Amor"                                                            | Rubén Amado Juanjo Novaira | Anclado En Mi Corazón                         | 1997 | [ 18 ]        |
| "Primer Amor"                                                                | Javier Carrión | Baby Blue                                     | 2000 | [ 19 ]        |
| "Probadita de Mí"                                                            | — | Canção não lançada                            | 2009 |               |
| "Qué Más Da"                                                                 | Anahí Amerika Jimenez Antonio Gibo                                                                                            | Mi Delirio                                    | 2009 | [ 31 ]        |
| "Quiero"                                                                     | Alejandro Landa Fernando Montesinos                                                                                           | Mi Delirio                                    | 2009 | [ 31 ]        |
| "Química"                                                                    | Rubén Amado | Anclado En Mi Corazón                         | 1997 | [ 18 ]        |
| "Rendirme En Tu Amor" com participação de Carlos Ponce                       | Carlos Ponce Noel Schajris | Canção sem álbum                              | 2011 | [ 44 ]        |
| "Rumba" com participação de Wisin                                            | Anahí Wisin Luis O' Neil Chris Jedi                                                                                           | Inesperado                                    | 2015 | [ 45 ]        |
| "Salsa Reggae"                                                               | Rubén Amado | Anclado En Mi Corazón                         | 1997 | [ 18 ]        |
| "Sexy"                                                                       | Rubén Amado Juanjo Novaira | Anclado En Mi Corazón                         | 1997 | [ 18 ]        |
| "Siempre Tú"                                                                 | Glória Treviño Julio Reyes | Inesperado                                    | 2016 | [ 37 ] [ 38 ] |
| "Sobredosis de Amor"                                                         | Javier Carrión | Baby Blue                                     | 2000 | [ 19 ]        |
| "Somos Amigos"                                                               | Daniel Garcia Mario Schajris                                                                                                  | Anahí                                         | 1993 | [ 20 ]        |
| "Soy Como Soy"                                                               | Fredy Comite Jeses Medel | ¿Hoy Es Mañana?                               | 1996 | [ 22 ] [ 23 ] |
| "Superenamorándome"                                                          | Javier Carrión | Baby Blue                                     | 2000 | [ 19 ]        |
| "Telefono Suena"                                                             | Fredy Comite Jeses Medel | ¿Hoy Es Mañana?                               | 1996 | [ 22 ] [ 23 ] |
| "Te Doy Un Besito"                                                           | Daniel Garcia Mario Schajris                                                                                                  | Anahí                                         | 1993 | [ 20 ]        |
| "Te Puedo Escuchar"                                                          | Anahí Claudia Brant Rudy Maya Guillermo Rosas                                                                                 | Mi Delirio                                    | 2009 | [ 31 ]        |
| "Temblando"                                                                  | David Summers | Inesperado                                    | 2016 | [ 37 ] [ 38 ] |
| "Tu Amor Cayó Del Cielo"                                                     | Javier Carrión | Baby Blue                                     | 2000 | [ 19 ]        |
| "Tranquilo Nene"                                                             | Javier Carrión | Baby Blue                                     | 2000 | [ 19 ]        |
| "Un Casamiento En El Zoo"                                                    | Daniel Garcia Mario Schajris                                                                                                  | Anahí                                         | 1993 | [ 20 ]        |
| "Volveras a Mi"                                                              | Javier Carrión | Baby Blue                                     | 2000 | [ 19 ]        |